# Classe ATC V06
La classe ATC V06, dénommée « Nutriments généraux », est un sous-groupe thérapeutique de la classification anatomique, thérapeutique et chimique, développée par l'OMS pour classer les médicaments et autres produits médicaux. La classe ATC vétérinaire correspondante dans la classification ATCvet est QV06. Le sous-groupe présenté ici est celui établi par l'OMS, et peut donc différer des versions dérivées utilisées dans certains pays. Il fait partie du groupe anatomique V de la classification, intitulé « Divers ».

## V06A Préparations diététiques pour le traitement de l'obésité

### V06AA Régimes hypocaloriques
Vide.

## V06B Suppléments protéiques
Vide.

## V06C Préparations pédiatriques

### V06CA Nutriments sans phénylalanine
Vide.

## V06D Autres nutriments

### V06DA Hydrate de carbone/protéines/minéraux/vitamines, associations
Vide.

### V06DB Lipides/hydrates de carbone/protéines/minéraux/vitamines, associations
Vide.

### V06DC Hydrates de carbone
V06DC01 Glucose
V06DC02 Fructose

### V06DD Acides aminés, incluant associations avec polypeptides
Vide.

### V06DE Acides aminés/hydrates de carbone/minéraux/vitamines, associations
Vide.

### V06DF Substituts du lait
Vide.

### V06DX Autres associations de nutriments
Vide.